# Pape Alioune Diop
Pape Alioune Diop (ur. 1933 w Thiès – zm. 20 grudnia 2012) – senegalski trener piłkarski, były selekcjoner reprezentacji Senegalu.

## Kariera trenerska
W swojej karierze trenerskiej Diop prowadził takie kluby jak: ASC Diaraf, ASC Jeanne d’Arc i ASFA Dakar. W 1982 roku został selekcjonerem reprezentacji Senegalu. Prowadził ją w Pucharze Narodów Afryki 1986, jednak Senegal nie wyszedł wówczas z grupy. Selekcjonerem był do 1986 roku.